# Phellinus anchietanus
Phellinus anchietanus är en svampart som beskrevs av Decock & Ryvarden 1997. Phellinus anchietanus ingår i släktet Phellinus och familjen Hymenochaetaceae.   Inga underarter finns listade i Catalogue of Life.